# Carl Friedrich von Stralendorff
Carl Friedrich Wilhelm Ulrich von Stralendorff (* 14. Mai 1811 in Moringen bei Northeim, Königreich Westphalen; † 6. Juli 1859 in Frankfurt am Main) war ein deutscher Porträt- und Historienmaler der Düsseldorfer Schule.

## Leben

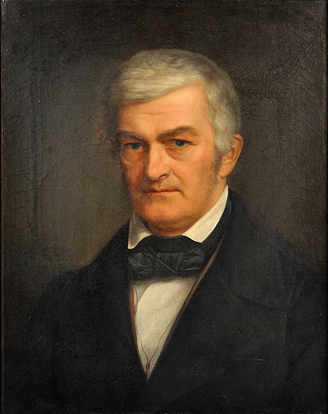
Bildnis des Frankfurter Augenarztes Detmar Wilhelm Soemmerring

Von Stralendorff war Spross des mecklenburgischen Adelsgeschlechtes Stralendorff und Sohn des kurhannoverischen Oberstleutnants Carl Friedrich von Stralendorff (1748–1834) aus dessen zweiter Ehe mit Christiane Johanne Elisabeth Eleonore Freiin von Oldershausen (1775–1846). Der Vater war Gutsbesitzer mit Hauptsitz auf Gut Gamehl.
Er beschritt zunächst eine Offizierslaufbahn in königlich hannoverschen Diensten, in der er den Rang eines Premierleutnants erklomm. Danach wandte er sich der Kunst zu. Eine erste künstlerische Ausbildung erhielt er bei Johannes Riepenhausen in Rom, wo er sich ab 1831 sowie 1837/1838 aufhielt. 1838 nahm er am „Cervarofest“ des dortigen Deutschen Künstlervereins teil. Später weilte er in Florenz und Pisa. 
Am 17. Oktober 1838 heiratete er in Florenz die Italienerin Prasseda Projetti d’Ascoli (1820–1848), die zwischen 1839 und 1848 acht Kinder gebar, darunter in Düsseldorf den späteren Architekten und Baugewerbeschullehrer Gregor Philipp von Stralendorff (1842–1918) und die Tochter Prasseda (1843–1926, später Ehefrau des mecklenburgischen Hofbeamten Gottlieb von Both). Von 1840 bis 1842/1843 war er Schüler der Kunstakademie Düsseldorf. Dort waren Karl Ferdinand Sohn und Wilhelm Schadow seine Lehrer. Prasseda und Carl Friedrich von Stralendorff hatten mehrere Enkelkinder.
Wie Joseph Settegast, Peter Joseph Molitor, Eduard Ihlée und Dominik Mosler wurde er nach der Ausbildung in der Düsseldorfer Akademie Schüler von Philipp Veit in Frankfurt am Main, wo er von 1844 bis zu seinem Tod lebte und hauptsächlich als Porträtmaler wirkte. 1846 schuf er ein Bildnis des Malers Edward von Steinle, das sich in der Sammlung des Städelschen Kunstinstituts befindet.